# Onychognathus salvadorii
Onychognathus salvadorii е вид птица от семейство Скорецови (Sturnidae).

## Разпространение
Видът е разпространен в Етиопия, Кения, Сомалия и Уганда.